# Championnat de Belgique de judo
Le 1er championnat de Belgique de judo senior masculin a eu lieu en 1949 sans distinction de catégories de poids, soit deux ans avant que ne débute en décembre 1951 le 1er championnat d'Europe senior masculin, tandis qu'en mai 1956 débute le 1er championnat du Monde senior masculin et en 1972 le judo masculin devient officiellement sport olympique.
En 1949, Georges Ravinet devient le premier champion de Belgique open. Patrick Claes a obtenu 13 titres seniors de champion de Belgique de 1986 à 2003.
.
En 1975 débute le 1er championnat d'Europe senior féminin, en novembre 1980 débute le 1er championnat du Monde senior féminin et en 1992 le judo féminin devient officiellement sport olympique.
Gella Vandecaveye a obtenu 14 titres seniors de championne de Belgique de 1990 à 2004.

## Palmarès senior

### Années 1980

#### Podiums 1980
Le championnat de Belgique de judo 1980 s'est déroulé à Etterbeek.
Hommes
| Épreuve                           | Médaille d'or    | Médaille d'argent     | Médailles de bronze                |
| Moins de 60 kg poids super-légers | Ludo Claes       | Jean-Pierre Bierlaire | -                                  |
| Moins de 65 kg poids mi-légers    | Frank Coudron    | Stanny Paolini        | Dirk Van Hoof                      |
| Moins de 71 kg poids légers       | Johan Lambrecht  | Geert Sarrazyn        | Jean-Marie DeVos Hans Himpe        |
| Moins de 78 kg poids mi-moyens    | Stephan Himpe    | José Nicolas          | Jacques Splaingaire Jacques Daniel |
| Moins de 86 kg poids moyens       | Daniel Guldemont | Jan Dillen            | Daniel Ditroia                     |
| Moins de 95 kg poids mi-lourds    | Jean Nicolas     | Cambier               | Rudy Van Peteghem                  |
| Plus de 95 kg poids lourds        | -                | -                     | -                                  |

#### Podiums 1981
Le championnat de Belgique de judo 1981 s'est déroulé à Etterbeek.
Hommes
| Épreuve                           | Médaille d'or   | Médaille d'argent     | Médailles de bronze                |
| Moins de 60 kg poids super-légers | Philip Laats    | Jean-Pierre Bierlaire | P. Surmont Geert Callaert          |
| Moins de 65 kg poids mi-légers    | Marnix Cnudde   | Frank Coudron         | Fab. Antgozzi Michel Deschuyteneer |
| Moins de 71 kg poids légers       | Bernard Tambour | Jean-Marie DeVos      | Francis Hamaque Francis Vanderloo  |
| Moins de 78 kg poids mi-moyens    | Roger Alen      | Ludo Van Looy         | Jacques Splaingaire Gilbert Gustin |
| Moins de 86 kg poids moyens       | Francis Pany    | Alain Bellaire        | Robert Di Troia G. Versijck        |
| Moins de 95 kg poids mi-lourds    | Jean Nicolas    | Rudy Van Peteghem     | Emmanuel De Peuter Pierre Doffagne |
| Plus de 95 kg poids lourds        | Dimitri Marée   | Marcel Achen          | Leo DeJong Pascal Dupont           |

#### Podiums 1982
Le championnat de Belgique de judo 1982 s'est déroulé à Etterbeek.
Hommes
| Épreuve                           | Médaille d'or     | Médaille d'argent | Médailles de bronze |
| Moins de 60 kg poids super-légers | Philip Laats      |                   |                     |
| Moins de 65 kg poids mi-légers    | Johan Lambrecht   |                   |                     |
| Moins de 71 kg poids légers       | Bernard Tambour   |                   |                     |
| Moins de 78 kg poids mi-moyens    | Stephan Himpe     |                   |                     |
| Moins de 86 kg poids moyens       | Daniel Guldemont  |                   |                     |
| Moins de 95 kg poids mi-lourds    | Victor Vandesande |                   |                     |
| Plus de 95 kg poids lourds        | Pierre Smets      |                   |                     |

#### Podiums 1983
Le championnat de Belgique de judo 1983 s'est déroulé à Etterbeek.
Femmes
| Épreuve                           | Médaille d'or       | Médaille d'argent    | Médailles de bronze                      |
| Moins de 48 kg poids super-légers | Margo Beckers       | Ingrid Christaens    | Annick Van de Voorde Isabelle Schouteden |
| Moins de 52 kg poids mi-légers    | Dalila Sterckx      | Karine Fredericq     | Agnès Michel Sandra Burcke               |
| Moins de 56 kg poids légers       | Veronique Onselaere | Cris De Bleser       | Christa Cordy Christelle Croquet         |
| Moins de 61 kg poids mi-moyens    | Ann De Brabandere   | Jocelyne Bielen      | Josiane De Jonckheere Yvette Dincq       |
| Moins de 66 kg poids moyens       | Godelieve Lieckens  | Ria Van der Straeten | Fabienne Antoine Christine Braconnier    |
| Moins de 72 kg poids mi-lourds    | Conny Romswinkel    | Katleen Schreel      | Nathalie Jottard Laurette Coene          |
| Plus de 72 kg poids lourds        | Jocelyne Couset     | Martine Bogaert      | Sonja Maes Carine Hellebaut              |
| Toutes catégories                 | Godelieve Lieckens  | Ann De Brabandere    | Jocelyne Couset Martine Bogaert          |

Hommes
| Épreuve                           | Médaille d'or     | Médaille d'argent | Médailles de bronze                        |
| Moins de 60 kg poids super-légers | Danny Belmans     | Philip Laats      | Stephane Seghers Claude Segers             |
| Moins de 65 kg poids mi-légers    | Dominique Lahaye  | Daniel Ott        | Jean-Pierre Bierlaire Michel Deschuyteneer |
| Moins de 71 kg poids légers       | Francis Hamaque   | Marnix Cnudde     | Christian De Vos Hugo Peene                |
| Moins de 78 kg poids mi-moyens    | Marc Vallot       | Didier Brenard    | Philippe Nicolas Rudy Cathoir              |
| Moins de 86 kg poids moyens       | Roger Alen        | Willem Brouwers   | Alain Bellaire Daniel Guldemont            |
| Moins de 95 kg poids mi-lourds    | Patrick Toussaint | Rudy Van Peteghem | Mario Bauwens Frank Pedus                  |
| Plus de 95 kg poids lourds        | Dimitri Marée     | Pascal Dupont     | Leo DeJong Pierre Smets                    |
| Toutes catégories                 | Pierre Maigret    | Dimitri Marée     | Marcel Achen Joseph Van Voren              |

#### Podiums 1984
Le championnat de Belgique de judo 1984 s'est déroulé à Etterbeek.
Femmes
| Épreuve                           | Médaille d'or       | Médaille d'argent     | Médailles de bronze                 |
| Moins de 48 kg poids super-légers | Carine Burniaux     | Marion Van Lysebetten | Carine De Roeck                     |
| Moins de 52 kg poids mi-légers    | Dalila Sterckx      | Agnès Michel          | Dorothea Buyle Marleen Blommaert    |
| Moins de 56 kg poids légers       | Veronique Onselaere | Yolande Thys          | Marie-Jeanne Van Dormael Anne D'eer |
| Moins de 61 kg poids mi-moyens    | Ann De Brabandere   | Yvette Dincq          | Josiane De Jonckheere Greet Desmet  |
| Moins de 66 kg poids moyens       | Godelieve Lieckens  | Pascale Bugli         | Pascale Collignon Liesbeth Willems  |
| Moins de 72 kg poids mi-lourds    | Ria Vanderstraeten  | Martine Thijs         | Nathalie Jottard                    |
| Plus de 72 kg poids lourds        | Martine Bogaert     | Sonja Maes            | Patricia Delloye Brenda Vandehaeghe |

Hommes
| Épreuve                           | Médaille d'or    | Médaille d'argent    | Médailles de bronze                    |
| Moins de 60 kg poids super-légers | Danny Belmans    | Geert Callaert       | Luc Discart Didier Jansse              |
| Moins de 65 kg poids mi-légers    | Philip Laats     | Dirk Van Hoof        | Jean-Pierre Bierlaire Dominique Lahaye |
| Moins de 71 kg poids légers       | Patrick Bockstal | Francis Hamaque      | Didier Brenard Nico Demaesschalk       |
| Moins de 78 kg poids mi-moyens    | Marc Vallot      | Stephan Himpe        | Bernard Tambour Frits Mehui            |
| Moins de 86 kg poids moyens       | Jan Dillen       | Geert Desmet         | Luc Suplis Alain Bellaire              |
| Moins de 95 kg poids mi-lourds    | Pascal Dupont    | Jules-Henry Wauthier | Patrick Claes Victor Vandesande        |
| Plus de 95 kg poids lourds        | Dimitri Marée    | Leo DeJong           | Pierre Maigret Marcel Aacken           |

#### Podiums 1985
Le championnat de Belgique de judo 1985 s'est déroulé à Etterbeek.
Femmes
| Épreuve                           | Médaille d'or         | Médaille d'argent   | Médailles de bronze                   |
| Moins de 48 kg poids super-légers | Kristel Janssen       | Veronique Migneau   | Dorothea Buyle Carine Burniaux        |
| Moins de 52 kg poids mi-légers    | Dalila Sterckx        | Agnès Natalello     | Agnès Michel Marleen Blommaert        |
| Moins de 56 kg poids légers       | Anja Turelinckx       | Marianne Smeuninckx | Brigitte Cambon Danielle Virlee       |
| Moins de 61 kg poids mi-moyens    | Josiane De Jonckheere | Yvette Dincq        | Ann De Brabandere Christel Van Gaever |
| Moins de 66 kg poids moyens       | Brigitte Berghmans    | Jocelyne Bielen     | Godelieve Lieckens Gerlanda Bugli     |
| Moins de 72 kg poids mi-lourds    | Fabienne Antoine      | Arlette Feys        | Sylvia Feys Françoise De Coo          |
| Plus de 72 kg poids lourds        | Jocelyne Couset       | Sonja Maes          | -                                     |

Hommes
| Épreuve                           | Médaille d'or    | Médaille d'argent | Médailles de bronze                    |
| Moins de 60 kg poids super-légers | Stephane Seghers | Claude Segers     | François Marckx Michel Melchior        |
| Moins de 65 kg poids mi-légers    | Philip Laats     | Marcel Fraikin    | Danny Belmans Daniel Ott               |
| Moins de 71 kg poids légers       | Hugo Peene       | Didier Brenard    | Eddy Vandecauter Nico De Maesschalck   |
| Moins de 78 kg poids mi-moyens    | Marc Vallot      | Johan Laats       | Alain Delcorps Frits Mehui             |
| Moins de 86 kg poids moyens       | Alain Bellaire   | Geert Desmet      | Rudy Fruytier Alain Forlaï             |
| Moins de 95 kg poids mi-lourds    | Mario Bauwens    | Patrick Claes     | Jules-Henry Wauthier Rudy Van Peteghem |
| Plus de 95 kg poids lourds        | Dimitri Marée    | Pierre Maigret    | Harry Van Barneveld Marcel Achen       |

#### Podiums 1986
Le championnat de Belgique de judo 1986 s'est déroulé à Etterbeek.
Femmes
| Épreuve                           | Médaille d'or      | Médaille d'argent    | Médailles de bronze               |
| Moins de 48 kg poids super-légers | Caroline Larivière | Cristel Janssens     | Veronique Baes Annemie Houbrechts |
| Moins de 52 kg poids mi-légers    | Nancy Forges       | Annick Van de Voorde | Anja Turelinckx Agnès Natalello   |
| Moins de 56 kg poids légers       | Nicole Flagothier  | Cris De Bleser       | Catherine De Vresse Nicole Aerts  |
| Moins de 61 kg poids mi-moyens    | Jocelyne Bielen    | Sonja Tilleman       | Caroline Letor Aline Cuvelier     |
| Moins de 66 kg poids moyens       | Godelieve Lieckens | Brigitte Berghmans   | Ann De Brabandere Veronique Pozzi |
| Moins de 72 kg poids mi-lourds    | Ingrid Berghmans   | Heidi Rakels         | Fabienne Antoine Sylvia Feys      |
| Plus de 72 kg poids lourds        | Jocelyne Couset    | Goedhart De Wulf     | Maria De Sterck                   |
| Toutes catégories                 | Godelieve Lieckens | Ann De Brabandere    | Conny Romswinkel Goedhart De Wulf |

Hommes
| Épreuve                           | Médaille d'or    | Médaille d'argent   | Médailles de bronze                  |
| Moins de 60 kg poids super-légers | Stephane Seghers | Patrick De Poorter  | Luc Gunst François Marckx            |
| Moins de 65 kg poids mi-légers    | Philip Laats     | Danny Belmans       | Jean-Pierre Bierlaire Marcel Fraikin |
| Moins de 71 kg poids légers       | Didier Brenard   | Stefan De Vos       | Stefaan Laats Marnix Cnudde          |
| Moins de 78 kg poids mi-moyens    | Eddy Vandecauter | Johan Laats         | Alain Massart Alain Delcorps         |
| Moins de 86 kg poids moyens       | Geert Desmet     | Marc Torremans      | Rudy Fruytier Roger Alen             |
| Moins de 95 kg poids mi-lourds    | Patrick Claes    | Jan Dillen          | Alain Bellaire Thierry Leleux        |
| Plus de 95 kg poids lourds        | Mario Bauwens    | Harry Van Barneveld | Dimitri Marée Marcel Achen           |
| Toutes catégories                 | Mario Bauwens    | Dimitri Marée       | Patrick Claes Marcel Achen           |

#### Podiums 1987
Le championnat de Belgique de judo 1987 s'est déroulé à Etterbeek.
Femmes
| Épreuve                           | Médaille d'or      | Médaille d'argent  | Médailles de bronze                 |
| Moins de 48 kg poids super-légers | Elsie Desimpel     | Sylvie Rauw        | Lynda Reynders Inge De Brauwer      |
| Moins de 52 kg poids mi-légers    | Heidi Goossens     | Dalila Sterckx     | Christine Raes Pascale VanderBeque  |
| Moins de 56 kg poids légers       | Cris De Bleser     | Nicole Flagothier  | Agnès Natalello Catherine De Vresse |
| Moins de 61 kg poids mi-moyens    | Ingrid Tourtois    | Jocelyne Bielen    | Cathérine Graff Sonja Tilleman      |
| Moins de 66 kg poids moyens       | Godelieve Lieckens | Brigitte Berghmans | Veronique Pozzi Marleen Van Dormael |
| Moins de 72 kg poids mi-lourds    | Heidi Rakels       | Sylvia Buyssens    | Bénédicte Buino Carine Ulin         |
| Plus de 72 kg poids lourds        | Sabine Van Gorp    | Goedhart De Wulf   | Sonja Maes Sabine Knockaert         |
| Toutes catégories                 | Godelieve Lieckens | Sabine Van Gorp    | Jocelyne Couset Patricia Van Rooy   |

Hommes
| Épreuve                           | Médaille d'or       | Médaille d'argent    | Médailles de bronze               |
| Moins de 60 kg poids super-légers | Angelo Mendolia     | Claude Segers        | Patrick De Poorter Stani Poloni   |
| Moins de 65 kg poids mi-légers    | Philip Laats        | Michel Deschuyteneer | Danny Belmans Dominique Lahrie    |
| Moins de 71 kg poids légers       | Bernard Tambour     | Christian De Vos     | Francis Bardaxoglou Luc Cambier   |
| Moins de 78 kg poids mi-moyens    | Marc Vallot         | Nico De Maesschalck  | Eddy Vandecauter Laurent Bijnens  |
| Moins de 86 kg poids moyens       | Luc Suplis          | Geert Desmet         | Alain Delcorps Gabriel Sapta      |
| Moins de 95 kg poids mi-lourds    | Patrick Claes       | Alain Bellaire       | Mario Bauwens Thierry Leleux      |
| Plus de 95 kg poids lourds        | Harry Van Barneveld | Dimitri Marée        | Jules-Henry Wauthier Marcel Achen |
| Toutes catégories                 | Dimitri Marée       | Jules-Henry Wauthier | Patrick Claes Mario Bauwens       |

#### Podiums 1988
Le championnat de Belgique de judo de 1988 a eu lieu à Etterbeek.
Femmes
| Épreuve                           | Médaille d'or      | Médaille d'argent    | Médailles de bronze                  |
| Moins de 48 kg poids super-légers | Elsie Desimpel     | Nancy Forges         | Lynda Reynders Cristel Janssens      |
| Moins de 52 kg poids mi-légers    | Heidi Goossens     | Brigitte Pont        | Dalila Sterckx Sabine Bettignies     |
| Moins de 56 kg poids légers       | Nicole Flagothier  | Annick Van de Voorde | Cathérine Devresse Cris De Bleser    |
| Moins de 61 kg poids mi-moyens    | Ingrid Tourtois    | Eve-Marie Vaes       | Anja Theunis Anne Delcominette       |
| Moins de 66 kg poids moyens       | Brigitte Berghmans | Godelieve Lieckens   | Conny Romswinkel Carine Vlaeminck    |
| Moins de 72 kg poids mi-lourds    | Sylvia Buyssens    | Isabelle Stroobant   | Muriel Malrait Monica Novotny        |
| Plus de 72 kg poids lourds        | Goedhart De Wulf   | Jocelyne Couset      | Sabine Van Gorp Christine Braconnier |
| Toutes catégories                 | Jocelyne Couset    | Godelieve Lieckens   | Goedhart De Wulf Solange Loveniers   |

Hommes
| Épreuve                           | Médaille d'or        | Médaille d'argent   | Médailles de bronze                  |
| Moins de 60 kg poids super-légers | Dany Toussaint       | Emanuel Agostini    | Patrick De Poorter François Marckx   |
| Moins de 65 kg poids mi-légers    | Pascal Breyer        | Didier Saublen      | Marino De Maere Marco Wobben         |
| Moins de 71 kg poids légers       | Didier Brenard       | Marc Pagnoulle      | Werner De Baets Willy Haesen         |
| Moins de 78 kg poids mi-moyens    | Marc Vallot          | Alain Massart       | Eddy Vandecauter Nico De Maesschalck |
| Moins de 86 kg poids moyens       | Alain Delcorps       | Luc Suplis          | Danny De Veseleer Gabriel Sapta      |
| Moins de 95 kg poids mi-lourds    | Mario Bauwens        | Francis Pany        | Patrick Claes Thierry Leleux         |
| Plus de 95 kg poids lourds        | Jules-Henry Wauthier | Harry Van Barneveld | Dimitri Marée Alain Degreef          |
| Toutes catégories                 | Rudy Fruytier        | Marc Vallot         | Harry Van Barneveld Franky De Smaele |

#### Podiums 1989
Dimanche 26 février 1989 à Etterbeek.
Femmes
| Épreuve                           | Médaille d'or      | Médaille d'argent    | Médailles de bronze                       |
| Moins de 48 kg poids super-légers | Caroline Larivière | Isabelle Schouterden | Nading Louis Lynda Reynders               |
| Moins de 52 kg poids mi-légers    | Dalila Sterckx     | Elsie Desimpel       | Annick Van de Voorde Sylvie Souet         |
| Moins de 56 kg poids légers       | Nicole Flagothier  | Cris De Bleser       | Linda Mostien Christa Cordy               |
| Moins de 61 kg poids mi-moyens    | Solange Loveniers  | Cathérine Graff      | Veerle Aerts Isabelle Santos              |
| Moins de 66 kg poids moyens       | Eve-Marie Vaes     | Martine Dupont       | Conny Romswinkel Ariane Couchement        |
| Moins de 72 kg poids mi-lourds    | Heidi Rakels       | Sylvia Buyssens      | Anja Theunis Anne Glowacki                |
| Plus de 72 kg poids lourds        | Jocelyne Couset    | Sabine Van Gorp      | Ria Van der Straeten Christine Braconnier |
| Toutes catégories                 | Godelieve Lieckens | Anja Theunis         | Heidi Rakels Anne Glawacki                |

Hommes
| Épreuve                           | Médaille d'or       | Médaille d'argent | Médailles de bronze                |
| Moins de 60 kg poids super-légers | Dany Toussaint      | Stephane Seghers  | Patrick De Poorter Angelo Mendolia |
| Moins de 65 kg poids mi-légers    | Philip Laats        | Lode Laats        | Marino De Maere Michel Lefevre     |
| Moins de 71 kg poids légers       | Francis Bardaxoglou | Stefaan Laats     | Pascal Breyer Olivier Marquet      |
| Moins de 78 kg poids mi-moyens    | Johan Laats         | David Letor       | Aart Vermeire Marc Vallot          |
| Moins de 86 kg poids moyens       | Luc Suplis          | Rudy Fruytier     | Geert Sarrazyn Alain Delcorps      |
| Moins de 95 kg poids mi-lourds    | Patrick Claes       | Mario Bauwens     | Rene Bar Jules-Henry Wauthier      |
| Plus de 95 kg poids lourds        | Harry Van Barneveld | Dimitri Marée     | Marc Smets Franky De Smaele        |
| Toutes catégories                 | Patrick Claes       | Luc Suplis        | Rene Goos Franky De Smaele         |

### Années 1990
| Sommaire : | - Haut - Podiums 1990 - Podiums 1991 - Podiums 1992 - Podiums 1993 - Podiums 1994 - Podiums 1995 - Podiums 1996 - Podiums 1997 - Podiums 1998 - Podiums 1999 |

#### Podiums 1990
Dimanche 18 février 1990 à Etterbeek.
Femmes
| Épreuve                           | Médaille d'or      | Médaille d'argent    | Médailles de bronze               |
| Moins de 48 kg poids super-légers | Caroline Larivière | Nadia Derijcke       | Karine Frederico Sylvie Souet     |
| Moins de 52 kg poids mi-légers    | Christel Deliège   | Heidi Goossens       | Elsie Desimpel Catherine Symkens  |
| Moins de 56 kg poids légers       | Nicole Flagothier  | Annick Van de Voorde | Sophie Lutyn Trui Lanckriet       |
| Moins de 61 kg poids mi-moyens    | Gella Vandecaveye  | Fanny Verschueren    | Cathérine Graff Pascale Michaux   |
| Moins de 66 kg poids moyens       | Sandra Erkens      | Eve-Marie Vaes       | Anja Theunis Ariane Couchement    |
| Moins de 72 kg poids mi-lourds    | Heidi Rakels       | Ulla Werbrouck       | Bénédicte Buino Sylvia Buyssens   |
| Plus de 72 kg poids lourds        | Sabine Van Gorp    | Isolde Schoofs       | Jocelyne Couset Nancy Kinders     |
| Toutes catégories                 | Heidi Rakels       | Sandra Erkens        | Anja Theunis Anne-Sophie Pierrard |

Hommes
| Épreuve                           | Médaille d'or      | Médaille d'argent   | Médailles de bronze                    |
| Moins de 60 kg poids super-légers | Patrick De Poorter | Ermano Agostini     | Angelo Mendolia Ronny Pauwels          |
| Moins de 65 kg poids mi-légers    | Philip Laats       | Marino De Maere     | Jean-Pierre Bierlaire Ronny Berghmans  |
| Moins de 71 kg poids légers       | Stefaan Laats      | Didier Brenard      | Werner De Baets Marcel Fraikin         |
| Moins de 78 kg poids mi-moyens    | Johan Laats        | Bart Vermeire       | David Letor Marc Vallot                |
| Moins de 86 kg poids moyens       | Alain Forlaï       | Christophe Meert    | Danny De Veseleer Hendrik Ysebaert     |
| Moins de 95 kg poids mi-lourds    | Patrick Claes      | Jan Dillen          | Jules-Henry Wauthier Jean-Louis Allard |
| Plus de 95 kg poids lourds        | Igor Mueller       | Harry Van Barneveld | Pascal De Groot Dimitri Marée          |
| Toutes catégories                 | Rudy Fruytier      | Igor Mueller        | Patrick Claes Danny De Veseleer        |

#### Podiums 1991
Samedi 23 février 1991 à Etterbeek.
Femmes
| Épreuve                           | Médaille d'or         | Médaille d'argent    | Médailles de bronze                  |
| Moins de 48 kg poids super-légers | Caroline Larivière    | Nadia Derijcke       | Carine Toussaint Virginie Vancoillie |
| Moins de 52 kg poids mi-légers    | Heidi Goossens        | Christel Deliège     | Elsie Desimpel Sylvie Coquette       |
| Moins de 56 kg poids légers       | Nicole Flagothier     | Annick Van de Voorde | Sophie Lutyn Viviane Dumortier       |
| Moins de 61 kg poids mi-moyens    | Trui Lanckriet        | Carolien Boom        | Eve-Marie Vaes Cathérine Graff       |
| Moins de 66 kg poids moyens       | Sabine Van Crombrugge | Deborah Destray      | Nancy Mesaus Sophie Swinne           |
| Moins de 72 kg poids mi-lourds    | Ulla Werbrouck        | Heidi Rakels         | Anne Glowacki Rosemarijn Coppens     |
| Plus de 72 kg poids lourds        | Anja Theunis          | Peggy Haenen         | Jocelyne Couset Isabel Dupont        |

Hommes
| Épreuve                           | Médaille d'or       | Médaille d'argent | Médailles de bronze               |
| Moins de 60 kg poids super-légers | Ermano Agostini     | Emanuel Agostini  | David Bober Patrick De Poorter    |
| Moins de 65 kg poids mi-légers    | Philip Laats        | Pascal Breyer     | Marino De Maere Marco Theunis     |
| Moins de 71 kg poids légers       | Francis Bardaxoglou | Luc Cambier       | Lode Laats Ludwig Marquegnies     |
| Moins de 78 kg poids mi-moyens    | Johan Laats         | Bart Vermeire     | David Letor Eddy Vandecauter      |
| Moins de 86 kg poids moyens       | Rene Goos           | Danny De Veseleer | Stefaan Laats Eric Maes           |
| Moins de 95 kg poids mi-lourds    | Patrick Claes       | Rudy Fruytier     | Samuel Davin Jules-Henry Wauthier |
| Plus de 95 kg poids lourds        | Harry Van Barneveld | Igor Mueller      | Rene Bar Filip Smets              |

#### Podiums 1992
Vendredi 21 février 1992 à Etterbeek.
Femmes
| Épreuve                           | Médaille d'or      | Médaille d'argent     | Médailles de bronze                   |
| Moins de 48 kg poids super-légers | Caroline Larivière | Virginie Vancoillie   | Corinne Geromboux Debbie Poels        |
| Moins de 52 kg poids mi-légers    | Christel Deliège   | Heidi Goossens        | Nadia Derijcke Elsie Desimpel         |
| Moins de 56 kg poids légers       | Nicole Flagothier  | Sophie Lutyn          | Carine Verdickt Annick Van de Voorde  |
| Moins de 61 kg poids mi-moyens    | Gella Vandecaveye  | Trui Lanckriet        | Marisabel Lomba Jocelyne Bielen       |
| Moins de 66 kg poids moyens       | Heidi Rakels       | Sabine Van Crombrugge | Brigitte Berghmans Vicky Wouters      |
| Moins de 72 kg poids mi-lourds    | Ulla Werbrouck     | Nancy Mesaus          | Nicole Geenen Wendy Hamal             |
| Plus de 72 kg poids lourds        | Jocelyne Couset    | Peggy Haenen          | Kristine De Clercq Rosemarijn Coppens |
| Toutes catégories                 | Nancy Mesaus       | Sophie Swinne         | Trui Lanckriet Anja Theunis           |

Hommes
| Épreuve                           | Médaille d'or       | Médaille d'argent | Médailles de bronze                |
| Moins de 60 kg poids super-légers | Ermano Agostini     | Frederik Payet    | Jeremie Callens Angelo Mendolia    |
| Moins de 65 kg poids mi-légers    | Philip Laats        | Pascal Breyer     | Laurent Bober Marino De Maere      |
| Moins de 71 kg poids légers       | Danny Belmans       | Patrick VanderAa  | Didier Raquet Luc Cambier          |
| Moins de 78 kg poids mi-moyens    | Johan Laats         | Bart Vermeire     | Farid Zekri Frédéric Payen         |
| Moins de 86 kg poids moyens       | Michel Van Assel    | Danny De Veseleer | Nickolay Nikiforov Ampolini Forlay |
| Moins de 95 kg poids mi-lourds    | Patrick Claes       | Samuel Davin      | Rudy Fruytier Luc Oostvogels       |
| Plus de 95 kg poids lourds        | Harry Van Barneveld | Mario Bauwens     | François Debatisse Pascal De Groot |
| Toutes catégories                 | Patrick Claes       |                   | Samuel Davin Danny De Veseleer     |

#### Podiums 1993
Samedi 20 février 1993 à Etterbeek.
Femmes
| Épreuve                           | Médaille d'or      | Médaille d'argent     | Médailles de bronze                  |
| Moins de 48 kg poids super-légers | Caroline Larivière | Sylvie Souet          | Carine Toussaint Virginie Vancoillie |
| Moins de 52 kg poids mi-légers    | Heidi Goossens     | Elsie Desimpel        | Nadia Derijcke Cathérine Devresse    |
| Moins de 56 kg poids légers       | Nicole Flagothier  | Sophie Lutyn          | Carine Verdickt Annick Van de Voorde |
| Moins de 61 kg poids mi-moyens    | Gella Vandecaveye  | Marisabel Lomba       | Trui Lanckriet Linda Mostien         |
| Moins de 66 kg poids moyens       | Anja Theunis       | Sabine Van Crombrugge | Conny Romswinkel Eve-Marie Vaes      |
| Moins de 72 kg poids mi-lourds    | Ulla Werbrouck     | Nancy Mesaus          | Nicole Geenen Sophie Swinne          |
| Plus de 72 kg poids lourds        | Kristine De Clercq | Veerle Dereere        | Peggy Haenen Rosemarijn Coppens      |
| Toutes catégories                 | Nancy Mesaus       | Sophie Swinne         | Nicole Geenen Martine Delooz         |

Hommes
| Épreuve                           | Médaille d'or       | Médaille d'argent  | Médailles de bronze              |
| Moins de 60 kg poids super-légers | Emanuel Agostini    | Ermano Agostini    | David Bober Roberto Dionisio     |
| Moins de 65 kg poids mi-légers    | Philip Laats        | Pascal Breyer      | Steven Peersmans Marino De Maere |
| Moins de 71 kg poids légers       | Didier Raquet       | Alex Fabry         | Kurt Goossens Patrick VanderAa   |
| Moins de 78 kg poids mi-moyens    | Johan Laats         | David Letor        | Bernard Deworm Bert Terrijn      |
| Moins de 86 kg poids moyens       | Audrey Castagne     | Stefaan Laats      | Joachim Jacobs Carl Mintjens     |
| Moins de 95 kg poids mi-lourds    | Patrick Claes       | Nickolay Nikiforov | Eric Maes Danny De Veseleer      |
| Plus de 95 kg poids lourds        | Harry Van Barneveld | Igor Mueller       | Leo DeJong Willem Brouwers       |
| Toutes catégories                 | Nickolay Nikiforov  | Stefaan Laats      | Danny De Veseleer Bart Vermeire  |

#### Podiums 1994
Samedi 19 février 1994 à Etterbeek.
Femmes
| Épreuve                           | Médaille d'or         | Médaille d'argent  | Médailles de bronze                  |
| Moins de 48 kg poids super-légers | Annelies Vandenbrande | Caroline Larivière | Isabelle Montmorency Fabienne Druant |
| Moins de 52 kg poids mi-légers    | Christel Deliège      | Ilse Heylen        | Kristel Taelman Griet Festjens       |
| Moins de 56 kg poids légers       | Marisabel Lomba       | Inge Clement       | Sophie Lutyn Annick Van de Voorde    |
| Moins de 61 kg poids mi-moyens    | Gella Vandecaveye     | Trui Lanckriet     | Nathalie Delarbre Carine Verdickt    |
| Moins de 66 kg poids moyens       | Sabine Van Crombrugge | Deborah Destray    | Sofie Himbrechts Conny Romswinkel    |
| Moins de 72 kg poids mi-lourds    | Ulla Werbrouck        | Heidi Rakels       | Nicole Geenen Cindy Kmiciek          |
| Plus de 72 kg poids lourds        | Siska Van Houtte      | Sandra Martinez    | Isabelle Couturier Sophie Swinne     |
| Toutes catégories                 | Trui Lanckriet        | Vicky Bellon       | Sophie Lutyn Erika Meert             |

Hommes
| Épreuve                           | Médaille d'or       | Médaille d'argent  | Médailles de bronze                |
| Moins de 60 kg poids super-légers | Cédric Taymans      | Marc Pattacini     | Ermano Agostini Patrick De Poorter |
| Moins de 65 kg poids mi-légers    | Philip Laats        | Pascal Breyer      | Alain De Gendt Steven Peersmans    |
| Moins de 71 kg poids légers       | Alex Fabry          | Ludovic Monfranc   | Kurt Goossens Patrick VanderAa     |
| Moins de 78 kg poids mi-moyens    | Bert Terrijn        | Daan De Cooman     | Alain Massart David Letor          |
| Moins de 86 kg poids moyens       | Samuel Davin        | Audrey Castagne    | Stefaan Laats Thierry Rausin       |
| Moins de 95 kg poids mi-lourds    | Nickolay Nikiforov  | Patrick Claes      | Bernard LeClerq Danny De Veseleer  |
| Plus de 95 kg poids lourds        | Harry Van Barneveld | Leo De Jong        | Michael Louis Willem Brouwers      |
| Toutes catégories                 | Patrick Claes       | Nickolay Nikiforov | François Debatisse Johan Paquay    |

#### Podiums 1995
Samedi 18 février 1995 à Etterbeek.
Femmes
| Épreuve                           | Médaille d'or         | Médaille d'argent  | Médailles de bronze                 |
| Moins de 48 kg poids super-légers | Isabelle Montmorency  | Carine Toussaint   | Fabienne Druant Sylvie Souet        |
| Moins de 52 kg poids mi-légers    | Christel Deliège      | Heidi Goossens     | Ilse Heylen Kristel Taelman         |
| Moins de 56 kg poids légers       | Marisabel Lomba       | Kathleen De Greve  | Inge Clement Sophie Lutyn           |
| Moins de 61 kg poids mi-moyens    | Gella Vandecaveye     | Trui Lanckriet     | Ingrid Herman Vicky Wouters         |
| Moins de 66 kg poids moyens       | Sabine Van Crombrugge | Anja Theunis       | Cathérine Jacques Johanne Vanbergen |
| Moins de 72 kg poids mi-lourds    | Ulla Werbrouck        | Heidi Rakels       | Cindy Kmiciek Marjorie Renard       |
| Plus de 72 kg poids lourds        | Sophie Delwiche       | Rosemarijn Coppens | Siska Van Houtte Catherine Delepaul |

Hommes
| Épreuve                           | Médaille d'or       | Médaille d'argent      | Médailles de bronze             |
| Moins de 60 kg poids super-légers | Cédric Taymans      | Michael Lechien        | Geert De Raedt Haimo Groenen    |
| Moins de 65 kg poids mi-légers    | Marino De Maere     | Philip Laats           | Laurent Bober Thierry Peersmans |
| Moins de 71 kg poids légers       | Didier Raquet       | Lode Laats             | Alex Fabry Ludovic Monfranc     |
| Moins de 78 kg poids mi-moyens    | Johan Laats         | Daan De Cooman         | Tim Pedus Samuel Gamby          |
| Moins de 86 kg poids moyens       | Franck Terrijn      | Valentin Van Geebergen | Thierry Rausin Luc Oostvogels   |
| Moins de 95 kg poids mi-lourds    | Éric Maes           | Michael Lambert        | Geert De Pauw Mario Pont        |
| Plus de 95 kg poids lourds        | Harry Van Barneveld | Patrick Claes          | Audrey Castagne Michael Louis   |

#### Podiums 1996
Samedi 17 février 1996 à Herentals.
Femmes
| Épreuve                           | Médaille d'or        | Médaille d'argent | Médailles de bronze                     |
| Moins de 48 kg poids super-légers | Isabelle Montmorency | Ann Simons        | Aurélie Alaime Cathérine Majois         |
| Moins de 52 kg poids mi-légers    | Nicole Flagothier    | Kristel Taelman   | Ilse Heylen Christel Deliège            |
| Moins de 56 kg poids légers       | Inge Clement         | Trui Lanckriet    | Kathleen De Greve Fanny Hasselin        |
| Moins de 61 kg poids mi-moyens    | Gella Vandecaveye    | Sophie Lutyn      | Julia Eckelmann Sabrina Abruzzese       |
| Moins de 66 kg poids moyens       | Johanne Vanbergen    | Greet Wellens     | Sabine Van Crombrugge Nathalie Delarbre |
| Moins de 72 kg poids mi-lourds    | Ulla Werbrouck       | Cathérine Jacques | Kathleen Witters Nicole Geenen          |
| Plus de 72 kg poids lourds        | Nancy Mesaus         | Sophie Delwiche   | Siska Van Houtte Wilma Welters          |

Hommes
| Épreuve                           | Médaille d'or    | Médaille d'argent   | Médailles de bronze                    |
| Moins de 60 kg poids super-légers |                  | Jonathan Galliaerdt | Michael Lechien Jeremie Callens        |
| Moins de 65 kg poids mi-légers    |                  | Koen Sleeckx        | Laurent Bober Thierry Peersmans        |
| Moins de 71 kg poids légers       | Ludovic Monfranc | Alex Fabry          | Didier Raquet Emmanuel Royez           |
| Moins de 78 kg poids mi-moyens    | Daan De Cooman   | Philippe Bulcke     | Kurt Goossens Laurent Pirson           |
| Moins de 86 kg poids moyens       | Tim Pedus        | Pascal Nicolet      | Michel Demuynck Frédéric Vanderlinden  |
| Moins de 95 kg poids mi-lourds    | Patrick Claes    | Vincent Hocquet     | Frederik Van Vlaanderen Stéphane Majka |
| Plus de 95 kg poids lourds        | Audrey Castagne  | David Gemine        | Olivier Berghmans Éric Maes            |

#### Podiums 1997
Dimanche 16 février 1997 à Herentals.
Femmes
| Épreuve                           | Médaille d'or         | Médaille d'argent | Médailles de bronze               |
| Moins de 48 kg poids super-légers | Ilse Heylen           | Ann Simons        | Kim Boonen Caroline Larivière     |
| Moins de 52 kg poids mi-légers    | Nicole Flagothier     | Inge Clement      | Heidi Goossens Kristel Taelman    |
| Moins de 56 kg poids légers       | Marisabel Lomba       | Christel Deliège  | Sophie Lutyn Nadia Derijcke       |
| Moins de 61 kg poids mi-moyens    | Gella Vandecaveye     | Trui Lanckriet    | Griet Festjens Stéphanie Leclercq |
| Moins de 66 kg poids moyens       | Sabine Van Crombrugge | Cathérine Jacques | Deborah Destray Johanne Vanbergen |
| Moins de 72 kg poids mi-lourds    | Heidi Rakels          | Ulla Werbrouck    | Sophie Delwiche Marjorie Renard   |
| Plus de 72 kg poids lourds        | Saskia Verhaeghe      | Sandra Erkens     | Brigitte Olivier Nicole Geenen    |

Hommes
| Épreuve                           | Médaille d'or       | Médaille d'argent | Médailles de bronze             |
| Moins de 60 kg poids super-légers | Cédric Taymans      | Sven Boonen       | David Bober Frank Janssens      |
| Moins de 65 kg poids mi-légers    | Van Petegem R       | Franky Huybrechts | Pascal Breyer Thierry Peersmans |
| Moins de 71 kg poids légers       | Alex Fabry          | Ludovic Monfranc  | Lode Laats Didier Raquet        |
| Moins de 78 kg poids mi-moyens    | Philippe Bulcke     | Bernard Deworm    | François Boitquin Andy Hilven   |
| Moins de 86 kg poids moyens       | Daan De Cooman      | Tim Pedus         | Thierry Rausin Jurgen Rooseboom |
| Moins de 95 kg poids mi-lourds    | Geert Smets         | Stéphane Majka    | Michael Lambert Jef Westhof     |
| Plus de 95 kg poids lourds        | Harry Van Barneveld | Patrick Claes     | Mario D'Hulster Brecht Wallis   |

#### Podiums 1998
À partir de 1998, certaines catégories de poids hommes et femmes ont été revues à la hausse.

Dimanche 15 février 1998 à Alost :
Femmes
| Épreuve                           | Médaille d'or         | Médaille d'argent    | Médailles de bronze                  |
| Moins de 48 kg poids super-légers | Ann Simons            | Ilse Heylen          | Kim Boonen An De Pauw                |
| Moins de 52 kg poids mi-légers    | Inge Clement          | Heidi Goossens       | Nathalie Bolis Kristel Taelman       |
| Moins de 57 kg poids légers       | Sabine Van Crombrugge | Isabelle Montmorency | Christine Poskin Janiek Vanderdonckt |
| Moins de 63 kg poids mi-moyens    | Gella Vandecaveye     | Greet Wellens        | Johanne Vanbergen Saskia Waterschoot |
| Moins de 70 kg poids moyens       | Ulla Werbrouck        | Cathérine Jacques    | Deborah Destray Ingrid Herman        |
| Moins de 78 kg poids mi-lourds    | Heidi Rakels          | Sophie Delwiche      | Jessica Erkens Kathleen Witters      |
| Plus de 78 kg poids lourds        | Brigitte Olivier      | Isabelle Couturier   | Ann Malle Maria De Sterck            |

Hommes
| Épreuve                           | Médaille d'or       | Médaille d'argent | Médailles de bronze                 |
| Moins de 60 kg poids super-légers | Sven Boonen         | Cédric Taymans    | David Bober Michael Lechien         |
| Moins de 66 kg poids mi-légers    | Steven Peersmans    | Jimmy De Winter   | Laurent Bober Thomas Kerrinckx      |
| Moins de 73 kg poids légers       | Alex Fabry          | Werner De Baets   | Gerd Derkinderen Angelo Ianeri      |
| Moins de 81 kg poids mi-moyens    | Ignace Hart         | Vincent Noterman  | Philippe Bulcke Kurt De Hondt       |
| Moins de 90 kg poids moyens       | Tim Pedus           | Daan De Cooman    | Samuel Davin Koenraad De Visscher   |
| Moins de 100 kg poids mi-lourds   | Patrick Claes       | Michael Lambert   | Bernard LeClerq Alexandre Lespineux |
| Plus de 100 kg poids lourds       | Harry Van Barneveld | Cédric Horman     | Razki Gherdaoui Johan Landry        |

#### Podiums 1999
Samedi 20 février 1999 à Alost.
Femmes
| Épreuve                           | Médaille d'or         | Médaille d'argent | Médailles de bronze                      |
| Moins de 48 kg poids super-légers | Ann Simons            | Ilse Heylen       | An De Pauw Fatima Pierre                 |
| Moins de 52 kg poids mi-légers    | Heidi Goossens        | Kim Boonen        | Kristel Taelman Cathérine Majois         |
| Moins de 57 kg poids légers       | Sabine Van Crombrugge | Sophie Lutyn      | Isabelle Montmorency Janiek Vanderdonckt |
| Moins de 63 kg poids mi-moyens    | Gella Vandecaveye     | Johanne Vanbergen | Greet Wellens Trui Lanckriet             |
| Moins de 70 kg poids moyens       | Cathérine Jacques     | Ulla Werbrouck    | Ingrid Herman Griet Festjens             |
| Moins de 78 kg poids mi-lourds    | Heidi Rakels          | Sophie Delwiche   | Kathleen Witters Ingrid Jandrain         |
| Plus de 78 kg poids lourds        | Marie Élisabeth Veys  | Liesbeth Bamps    | Isabelle Couturier Gwendy Jansen         |

Hommes
| Épreuve                           | Médaille d'or       | Médaille d'argent | Médailles de bronze                   |
| Moins de 60 kg poids super-légers | Sven Boonen         | Mehmet Uygun      | David Bober Andy Hermans              |
| Moins de 66 kg poids mi-légers    | Thomas Kerrinckx    | Frédéric Georgery | Jimmy De Winter Patrick De Poorter    |
| Moins de 73 kg poids légers       | Koen Sleeckx        | Dimitri Némégaire | Pascal Breyer Sammy Loussif           |
| Moins de 81 kg poids mi-moyens    | Thomas Ceulemans    | Didier Raquet     | Gerd Derkinderen Eddy Vandecauter     |
| Moins de 90 kg poids moyens       | Daan De Cooman      | Tim Pedus         | Denis De Cleer Jean-Pierre Wafflard   |
| Moins de 100 kg poids mi-lourds   | Christophe Meert    | Geert Smets       | Michael Lambert Frédéric Scohier      |
| Plus de 100 kg poids lourds       | Harry Van Barneveld | Brecht Wallis     | Frédéric Duquennois Kurt De Brabander |

### Années 2000
| Sommaire : | - Haut - Podiums 2000 - Podiums 2001 - Podiums 2002 - Podiums 2003 - Podiums 2004 - Podiums 2005 - Podiums 2006 - Podiums 2007 - Podiums 2008 - Podiums 2009 |

#### Podiums 2000
Samedi 29 janvier 2000 à Alost.
Femmes
| Épreuve                           | Médaille d'or     | Médaille d'argent    | Médailles de bronze                        |
| Moins de 48 kg poids super-légers | Ann Simons        | Ilse Heylen          | An De Pauw Katrien Verbeke                 |
| Moins de 52 kg poids mi-légers    | Inge Clement      | Nicole Flagothier    | Nathalie Bolis Cathérine Majois            |
| Moins de 57 kg poids légers       | Valérie Degrijse  | Marisabel Lomba      | Kim Boonen Laurence Vandevijver            |
| Moins de 63 kg poids mi-moyens    | Gella Vandecaveye | Johanne Vanbergen    | Sabine Van Crombrugge Isabelle Montmorency |
| Moins de 70 kg poids moyens       | Greet Wellens     | Ruth Meex            | Virginie Molle Joke Buysschaert            |
| Moins de 78 kg poids mi-lourds    | Cathérine Jacques | Kathleen Witters     | Ingrid Jandrain Bieke Vandecasteele        |
| Plus de 78 kg poids lourds        | Sophie Delwiche   | Marie Élisabeth Veys | Jessica Erkens Liesbeth Bamps              |

Hommes
| Épreuve                           | Médaille d'or       | Médaille d'argent | Médailles de bronze                         |
| Moins de 60 kg poids super-légers | Yung Gascard        | Sven Boonen       | Fabrice Flamand Raphael Van Luyck           |
| Moins de 66 kg poids mi-légers    | Frédéric Georgery   | Thomas Kerrinckx  | Patrick De Poorter Sébastien Clerbois       |
| Moins de 73 kg poids légers       | Koen Sleeckx        | Jimmy De Winter   | Damiano Martinuzzi Dimitri Némégaire        |
| Moins de 81 kg poids mi-moyens    | Pieter Sleeckx      | Angelo Ianeri     | Thierry Rausin Thomas Ceulemans             |
| Moins de 90 kg poids moyens       | Daan De Cooman      | Tim Pedus         | Pieter Van Keymeulen Valentin Van Geebergen |
| Moins de 100 kg poids mi-lourds   | Nickolay Nikiforov  | Michael Lambert   | Geert Smets Koenraad De Visscher            |
| Plus de 100 kg poids lourds       | Harry Van Barneveld | Cédric Horman     | François Debatisse Jan Van Holder           |

#### Podiums 2001
Samedi 10 mars 2001 à Charleroi.
Femmes
| Épreuve                           | Médaille d'or        | Médaille d'argent    | Médailles de bronze                     |
| Moins de 48 kg poids super-légers | Ilse Heylen          | Leen Dom             | Katrien Verbeke Dominique Van Mechgelen |
| Moins de 52 kg poids mi-légers    | Inge Clement         | Kristel Taelman      | Nathalie Bolis Kim Boonen               |
| Moins de 57 kg poids légers       | Marisabel Lomba      | Laurence Vandevijver | Sophie Lutyn Valérie Degrijse           |
| Moins de 63 kg poids mi-moyens    | Gella Vandecaveye    | Leen Ongena          | Sophie Block Annie Olivier              |
| Moins de 70 kg poids moyens       | Ingrid Herman        | Deborah Destray      | Cathérine Jacques Cindy Dandois         |
| Moins de 78 kg poids mi-lourds    | Heidi Rakels         | Kathleen Witters     | Marjorie Renard Lindsay Verschueren     |
| Plus de 78 kg poids lourds        | Marie Élisabeth Veys | Brigitte Olivier     | Jessica Erkens Sandra Erkens            |

Hommes
| Épreuve                           | Médaille d'or        | Médaille d'argent | Médailles de bronze                        |
| Moins de 60 kg poids super-légers | Cédric Taymans       | Sven Boonen       | Yung Gascard Fabrice Flamand               |
| Moins de 66 kg poids mi-légers    | Miguel Toril Garcia  | Frédéric Georgery | Sébastien Clerbois Reno Rutten             |
| Moins de 73 kg poids légers       | Koen Sleeckx         | Dimitri Némégaire | Sammy Loussif Jean-Francois Colpaert       |
| Moins de 81 kg poids mi-moyens    | Philippe Bulcke      | Vincent Noterman  | Jurgen Rooseboom Thomas Ceulemans          |
| Moins de 90 kg poids moyens       | Tim Pedus            | Daan De Cooman    | Denis De Cleer Valentin Van Geebergen      |
| Moins de 100 kg poids mi-lourds   | Koenraad De Visscher | Michael Lambert   | Jean-Pierre Wafflard Pierre-Olivier Charle |
| Plus de 100 kg poids lourds       | Pascal De Groot      | Cédric Horman     | Koen Baert Alain Dabi                      |

#### Podiums 2002
Dimanche 10 mars 2002 à Charleroi.
Femmes
| Épreuve                           | Médaille d'or        | Médaille d'argent       | Médailles de bronze                |
| Moins de 48 kg poids super-légers | Ann Simons           | Dominique Van Mechgelen | Leen Dom Sadia Vervaet             |
| Moins de 52 kg poids mi-légers    | Inge Clement         | Kim Boonen              | Ilse Heylen Kristel Taelman        |
| Moins de 57 kg poids légers       | Marisabel Lomba      | Valérie Degrijse        | Katrien Ongena Leen Pauwelijn      |
| Moins de 63 kg poids mi-moyens    | Gella Vandecaveye    | Sabine Van Crombrugge   | Johanne Vanbergen Sophie Block     |
| Moins de 70 kg poids moyens       | Suzan Francois       | Cathérine Jacques       | Cindy Dandois Katrien Peeters      |
| Moins de 78 kg poids mi-lourds    | Heidi Rakels         | Kathleen Witters        | Joke Buysschaert Caroline Baligant |
| Plus de 78 kg poids lourds        | Marie Élisabeth Veys | Brigitte Olivier        | Ann Malle An Vercammen             |

Hommes
| Épreuve                           | Médaille d'or        | Médaille d'argent      | Médailles de bronze                 |
| Moins de 60 kg poids super-légers | Sven Boonen          | Yung Gascard           | Benoît Van Keymeulen Jeroen Smeets  |
| Moins de 66 kg poids mi-légers    | Frédéric Georgery    | Sébastien Clerbois     | Reno Rutten Dany Duffermont         |
| Moins de 73 kg poids légers       | Koen Sleeckx         | Jimmy De Winter        | Frederik Van Vlaanderen Gael Raquet |
| Moins de 81 kg poids mi-moyens    | Ignace Hart          | Philippe Bulcke        | Daan De Cooman Christophe Van Dijck |
| Moins de 90 kg poids moyens       | Tim Pedus            | Valentin Van Geebergen | Frédéric Scohier Eddy Vandecauter   |
| Moins de 100 kg poids mi-lourds   | Koenraad De Visscher | Michael Louis          | Roy Cremers Jef Westhof             |
| Plus de 100 kg poids lourds       | Michael Lambert      | Cédric Horman          | Patrick Claes Christophe Duray      |

#### Podiums 2003
Dimanche 9 mars 2003 à Charleroi.
Femmes
| Épreuve                           | Médaille d'or     | Médaille d'argent       | Médailles de bronze                 |
| Moins de 48 kg poids super-légers | Leen Dom          | Dominique Van Mechgelen | An De Pauw Valérie Neef             |
| Moins de 52 kg poids mi-légers    | Ilse Heylen       | Kristel Taelman         | Katrien Verbeke Els Dom             |
| Moins de 57 kg poids légers       | Katrien Ongena    | Katrien Verheeke        | Marisabel Lomba Valérie Degrijse    |
| Moins de 63 kg poids mi-moyens    | Gella Vandecaveye | Sabine Van Crombrugge   | Elke Vinck An Roelandts             |
| Moins de 70 kg poids moyens       | Cathérine Jacques | Leen Ongena             | Cindy Dandois Maëlle Deweer         |
| Moins de 78 kg poids mi-lourds    | Heidi Rakels      | Joke Buysschaert        | Sophie Delwiche Bieke Vandecasteele |
| Plus de 78 kg poids lourds        | Brigitte Olivier  | Marie Élisabeth Veys    | Jessica Erkens An Vercammen         |

Hommes
| Épreuve                           | Médaille d'or        | Médaille d'argent   | Médailles de bronze                       |
| Moins de 60 kg poids super-légers | Sven Boonen          | Damien Bomboir      | Yung Gascard Jeroen Smeets                |
| Moins de 66 kg poids mi-légers    | Frédéric Georgery    | Joost Van der Made  | Benoît Van Keymeulen Reno Rutten          |
| Moins de 73 kg poids légers       | Koen Sleeckx         | Miguel Toril Garcia | Jimmy De Winter Andy Hermans              |
| Moins de 81 kg poids mi-moyens    | Philippe Bulcke      | Vincent Noterman    | Pieter Sleeckx Jean-Francois Colpaert     |
| Moins de 90 kg poids moyens       | Daan De Cooman       | Tim Pedus           | Denis De Cleer Jonathan Ducoeur           |
| Moins de 100 kg poids mi-lourds   | Koenraad De Visscher | Frédéric Scohier    | Geert Van Gils Raffael Modica             |
| Plus de 100 kg poids lourds       | Patrick Claes        | Koen Baert          | François Debatisse Jean-Christophe Crapet |

#### Podiums 2004
Dimanche 21 novembre 2004 à Charleroi.
Femmes
| Épreuve                           | Médaille d'or     | Médaille d'argent       | Médailles de bronze             |
| Moins de 48 kg poids super-légers | Leen Dom          | Dominique Van Mechgelen | An De Pauw Natasja Musger       |
| Moins de 52 kg poids mi-légers    | Christel Deliège  | Magali Mercier          | Kristel Taelman Katrien Verbeke |
| Moins de 57 kg poids légers       | Katrien Ongena    | Lieselot Eeckeloo       | Delphine Persoon Julie Baeyens  |
| Moins de 63 kg poids mi-moyens    | Gella Vandecaveye | Mélanie Camillo         | Leen Pauwelijn Katrien Verheeke |
| Moins de 70 kg poids moyens       | Leen Ongena       | Niki Heylen             | Katrien Peeters Gerty Evens     |
| Moins de 78 kg poids mi-lourds    | Joke Buysschaert  | Evelien Aerts           | Françoise Ernoux Daphne Bonduel |
| Plus de 78 kg poids lourds        | An Vercammen      | Laurie Luisi            | Lindsay Tack Eline Vanzier      |

Hommes
| Épreuve                           | Médaille d'or        | Médaille d'argent    | Médailles de bronze               |
| Moins de 60 kg poids super-légers | Yung Gascard         | Sven Boonen          | Damien Bomboir Kris Bastiaensen   |
| Moins de 66 kg poids mi-légers    | Frédéric Georgery    | Sylvain Mercier      | Bram Van Herck Reno Rutten        |
| Moins de 73 kg poids légers       | Dirk Van Tichelt     | Damiano Martinuzzi   | Dimitri Némégaire Tim Van Glabeke |
| Moins de 81 kg poids mi-moyens    | Christophe Van Dijck | Jean Docquier        | Philippe Bulcke Vincent Noterman  |
| Moins de 90 kg poids moyens       | Arsen Gevorkyan      | Dennis Decleer       | Daan De Cooman Ludovic Germys     |
| Moins de 100 kg poids mi-lourds   | Tim Pedus            | Koenraad De Visscher | Frédéric Scohier Eddy Vandecauter |
| Plus de 100 kg poids lourds       | Koen Baert           | Christophe Meert     | Cédric Horman Frédéric Duquennois |

#### Podiums 2005
Dimanche 6 novembre 2005 à Charleroi.
Femmes
| Épreuve                           | Médaille d'or     | Médaille d'argent | Médailles de bronze                 |
| Moins de 48 kg poids super-légers | Ann Simons        | Stefanie Snel     | Leen Dom Amélie Rosseneu            |
| Moins de 52 kg poids mi-légers    | Mélanie Camillo   | Kim Boonen        | Jill Dams Tine Boudry               |
| Moins de 57 kg poids légers       | Valérie Degrijse  | Julie Baeyens     | Magali Mercier Sara De Baets        |
| Moins de 63 kg poids mi-moyens    | Katrien Verheeke  | Laure Aerts       | Leen Pauwelijn Caro Verheirstraeten |
| Moins de 70 kg poids moyens       | Cathérine Jacques | Jennifer Arcq     | Gerty Evens Fran De Somer           |
| Moins de 78 kg poids mi-lourds    | Kathleen Witters  | Joke Buysschaert  | Cindy Dandois Lindsay Verschueren   |
| Plus de 78 kg poids lourds        | Laurie Luisi      | An Vercammen      | Lindsay Tack Karola Imbrechts       |

Hommes
| Épreuve                           | Médaille d'or        | Médaille d'argent    | Médailles de bronze                     |
| Moins de 60 kg poids super-légers | Damien Bomboir       | Fabrice Flamand      | Yung Gascard Pierrick De Vreese         |
| Moins de 66 kg poids mi-légers    | Sylvain Mercier      | Jean-Yves Bottieau   | Sébastien Clerbois Bram Van Herck       |
| Moins de 73 kg poids légers       | Dirk Van Tichelt     | Frédéric Georgery    | Dimitri Némégaire Joost Van der Made    |
| Moins de 81 kg poids mi-moyens    | Christophe Van Dijck | Daniel Fernández     | Hans Mulders Jean Docquier              |
| Moins de 90 kg poids moyens       | Daan De Cooman       | Dereck Nathan Gielis | Philippe Bulcke Yuri Samoey             |
| Moins de 100 kg poids mi-lourds   | Koenraad De Visscher | Tim Pedus            | Jean-Pierre Wafflard Dimitri Vandevenne |
| Plus de 100 kg poids lourds       | Frédéric Duquennois  | Wesley Stevens       | Chris Anseeuw Christophe Duray          |

#### Podiums 2006
Samedi 4 novembre 2006 à Hasselt.
Femmes
| Épreuve                           | Médaille d'or     | Médaille d'argent   | Médailles de bronze                   |
| Moins de 48 kg poids super-légers | Amélie Rosseneu   | Leen Dom            | Dominique Van Mechgelen Stefanie Snel |
| Moins de 52 kg poids mi-légers    | Christel Deliège  | Kim Boonen          | Britt Van Schoor Maureen Wathieu      |
| Moins de 57 kg poids légers       | Magali Mercier    | Sara De Baets       | Katrien Ongena Julie Baeyens          |
| Moins de 63 kg poids mi-moyens    | Laure Aerts       | Katrien Verheeke    | Valérie Degrijse Caro Verheirstraeten |
| Moins de 70 kg poids moyens       | Cathérine Jacques | Jennifer Arcq       | Joke Buysschaert Gerty Evens          |
| Moins de 78 kg poids mi-lourds    | Katrien Peeters   | Sylvie Dhoostelaere | Suzan Francois Elke Callewaert        |
| Plus de 78 kg poids lourds        | Ellen Ferryn      | An Vercammen        | Rania Daibes Karola Imbrechts         |

Hommes
| Épreuve                           | Médaille d'or        | Médaille d'argent  | Médailles de bronze                    |
| Moins de 60 kg poids super-légers | Fabrice Flamand      | Yung Gascard       | Jeremy Bompas Jordy Celis              |
| Moins de 66 kg poids mi-légers    | Jean-Yves Bottieau   | Sylvain Mercier    | Raphael Van Luyck Tom Van Herck        |
| Moins de 73 kg poids légers       | Dirk Van Tichelt     | Joost Van der Made | Damiano Martinuzzi Joachim Bottieau    |
| Moins de 81 kg poids mi-moyens    | Daniel Fernández     | Tim Van Glabeke    | Christophe Van Dijck Tijl Lindekens    |
| Moins de 90 kg poids moyens       | Tim Pedus            | Ignace Hart        | Frédéric Scohier Dereck Nathan Gielis  |
| Moins de 100 kg poids mi-lourds   | Koenraad De Visscher | Dimitri Vandevenne | Eddy Vandecauter Raffael Modica        |
| Plus de 100 kg poids lourds       | Christophe Duray     | Raf Heylen         | Kenneth Van Bercklaer Koen De Bleecker |

#### Podiums 2007
Samedi 3 novembre 2007 à Hasselt.
Femmes
| Épreuve                           | Médaille d'or     | Médaille d'argent   | Médailles de bronze                   |
| Moins de 48 kg poids super-légers | Amélie Rosseneu   | Charline Van Snick  | Tatjana Van Steendam Lien Vandervelde |
| Moins de 52 kg poids mi-légers    | Ilse Heylen       | Julie De Groote     | Katrien Natoli Lotte Denoo            |
| Moins de 57 kg poids légers       | Julie Baeyens     | Hanne Van Bossele   | Esther Leten Connie Jacobs            |
| Moins de 63 kg poids mi-moyens    | Laure Aerts       | Katrien Ongena      | Caro Verheirstraeten Anuschka Robaert |
| Moins de 70 kg poids moyens       | Cathérine Jacques | Sofie De Saedelaere | Zoe Peeters Mabourouratou Dango       |
| Moins de 78 kg poids mi-lourds    | Katrien Peeters   | Gerty Evens         | Kathleen Witters Joke Buysschaert     |
| Plus de 78 kg poids lourds        | An Vercammen      | Asma Mektoum        | Evelien Aerts Elise Vereecken         |

Hommes
| Épreuve                           | Médaille d'or        | Médaille d'argent    | Médailles de bronze                     |
| Moins de 60 kg poids super-légers | Fabrice Flamand      | Yung Gascard         | Damien Bomboir Sidney Van Steendam      |
| Moins de 66 kg poids mi-légers    | Jean-Yves Bottieau   | Tom Van Herck        | Sébastien Clerbois Benoît Van Keymeulen |
| Moins de 73 kg poids légers       | Dirk Van Tichelt     | Koen Sleeckx         | Joost Van der Made Joachim Bottieau     |
| Moins de 81 kg poids mi-moyens    | Daniel Fernández     | Christophe Van Dijck | Tim Van Glabeke Thorgal Auspert         |
| Moins de 90 kg poids moyens       | Dereck Nathan Gielis | Philippe Bulcke      | Yuri Samoey Tijl Lindekens              |
| Moins de 100 kg poids mi-lourds   | Frédéric Scohier     | Sebastien Claude     | Steven Joos Dimitri Vandevenne          |
| Plus de 100 kg poids lourds       | Michael Lambert      | Wesley Stevens       | Raf Heylen Benjamin Harmegnies          |

#### Podiums 2008
Samedi 8 novembre 2008 à Herstal.
Femmes
| Épreuve                           | Médaille d'or     | Médaille d'argent    | Médailles de bronze               |
| Moins de 48 kg poids super-légers | Amélie Rosseneu   | Charline Van Snick   | Julie Mahieux Lien Vandervelde    |
| Moins de 52 kg poids mi-légers    | Julie De Groote   | Sofie Michiels       | Stefanie Snel Laure Paquet        |
| Moins de 57 kg poids légers       | Julie Baeyens     | Sarah Ghysels        | Ilse Kruyniers Maureen Wathieu    |
| Moins de 63 kg poids mi-moyens    | Katrien Verheeke  | Caro Verheirstraeten | Delphine Persoon Sandrine Billiet |
| Moins de 70 kg poids moyens       | Zoe Peeters       | Laure Aerts          | Leen Pauwelijn Faouzia Dango      |
| Moins de 78 kg poids mi-lourds    | Cathérine Jacques | Joke Buysschaert     | Gerty Evens Frédérique Maertens   |
| Plus de 78 kg poids lourds        | An Vercammen      | Karola Imbrechts     | Asma Mektoum Elise Vereecken      |

Hommes
| Épreuve                           | Médaille d'or        | Médaille d'argent    | Médailles de bronze                |
| Moins de 60 kg poids super-légers | Yung Gascard         | Damien Bomboir       | Loris Dewez Stijn Smessaert        |
| Moins de 66 kg poids mi-légers    | Jean-Yves Bottieau   | Kenneth Van Gansbeke | Tom Van Herck Jasper Lefevere      |
| Moins de 73 kg poids légers       | Bart Ongena          | Sylvain Mercier      | Thomas Romain Kevin Haine          |
| Moins de 81 kg poids mi-moyens    | Steven Cnudde        | Thorgal Auspert      | Christophe Van Dijck Jean Docquier |
| Moins de 90 kg poids moyens       | Dereck Nathan Gielis | Tim Van Glabeke      | Hans Mulders Antonino Petricone    |
| Moins de 100 kg poids mi-lourds   | Koenraad De Visscher | Frédéric Scohier     | Pieter Sleeckx Jef De Peuter       |
| Plus de 100 kg poids lourds       | Wesley Stevens       | Benjamin Harmegnies  | Raf Heylen Raffael Modica          |

#### Podiums 2009
Samedi 24 octobre 2009 à Herstal.
Femmes
| Épreuve                           | Médaille d'or     | Médaille d'argent    | Médailles de bronze                     |
| Moins de 48 kg poids super-légers | Amélie Rosseneu   | Kelly Buytaert       | Julie Mahieux Leslie Boulanger          |
| Moins de 52 kg poids mi-légers    | Ilse Heylen       | Laure Paquet         | Lotte Denoo Cynthia Rosseneu            |
| Moins de 57 kg poids légers       | Julie Baeyens     | Hanne Van Bossele    | Esther Leten Sarah Ghysels              |
| Moins de 63 kg poids mi-moyens    | Katrien Verheeke  | Caro Verheirstraeten | Milane Kerckhove Sandrine Billiet       |
| Moins de 70 kg poids moyens       | Laure Aerts       | Zoe Peeters          | Jennifer Arcq Maud Gudelj               |
| Moins de 78 kg poids mi-lourds    | Cathérine Jacques | Joke Buysschaert     | Sofie De Saedelaere Frédérique Maertens |
| Plus de 78 kg poids lourds        | Gerty Evens       | Karola Imbrechts     | Elise Vereecken Ruth Vanherwegen        |

Hommes
| Épreuve                           | Médaille d'or      | Médaille d'argent    | Médailles de bronze                     |
| Moins de 60 kg poids super-légers | Yung Gascard       | Loris Dewez          | Senne Wyns Mike Demiddele               |
| Moins de 66 kg poids mi-légers    | Fabrice Flamand    | Jasper Lefevere      | Sven Boonen Tom Van Herck               |
| Moins de 73 kg poids légers       | Dirk Van Tichelt   | Jean-Yves Bottieau   | Bart Ongena Kevin Haine                 |
| Moins de 81 kg poids mi-moyens    | Joachim Bottieau   | Thorgal Auspert      | Jean Docquier Nick Pieters              |
| Moins de 90 kg poids moyens       | Daan De Cooman     | Dereck Nathan Gielis | Christophe Van Dijck Antonino Petricone |
| Moins de 100 kg poids mi-lourds   | Elco van der Geest | Sven Christiaens     | Frédéric Scohier Sebastien Claude       |
| Plus de 100 kg poids lourds       | Cédric Horman      | Pedram Moradashkafti | Wesley Stevens Raffael Modica           |

### Années 2010
| Sommaire : | - Haut - Podiums 2010 - Podiums 2011 - Podiums 2012 - Podiums 2013 - Podiums 2014 - Podiums 2015 - Podiums 2016 - Podiums 2017 - Podiums 2018 - Podiums 2019 |

#### Podiums 2010
Samedi 6 novembre 2010 à Renaix.
Femmes
| Épreuve                           | Médaille d'or        | Médaille d'argent   | Médailles de bronze                   |
| Moins de 48 kg poids super-légers | Nathalie Bruynooghe  | Sarah Liegeois      | Veerle Lemmens Amelie Dedisse         |
| Moins de 52 kg poids mi-légers    | Hanne Van Bossele    | Laure Paquet        | Lieselot Eeckeloo Sofie Michiels      |
| Moins de 57 kg poids légers       | Lotte Denoo          | Laura Natoli        | Emilie Guldemont Charlotte Rigo       |
| Moins de 63 kg poids mi-moyens    | Caro Verheirstraeten | Lise Luyckfasseel   | Milane Kerckhove Sandrine Billiet     |
| Moins de 70 kg poids moyens       | Jennifer Arcq        | Zoe Peeters         | Fran De Somer Charlotte Temmerman     |
| Moins de 78 kg poids mi-lourds    | Cathérine Jacques    | Maud Gudelj         | Elke Callewaert Ann-Sophie Meeuwissen |
| Plus de 78 kg poids lourds        | Gerty Evens          | Frédérique Maertens | Evelien Aerts Evelien Timbermont      |

Hommes
| Épreuve                           | Médaille d'or        | Médaille d'argent  | Médailles de bronze                   |
| Moins de 60 kg poids super-légers | Senne Wyns           | Kevin Gijs         | Yung Gascard Mike Demiddele           |
| Moins de 66 kg poids mi-légers    | Jasper Lefevere      | Jeremy Bonni       | Tom Van Herck Sören Hapers            |
| Moins de 73 kg poids légers       | Jean-Yves Bottieau   | Joost Van der Made | Bart Ongena Jérémie Bottieau          |
| Moins de 81 kg poids mi-moyens    | Dirk Van Tichelt     | Joachim Bottieau   | Koen Sleeckx Jean Docquier            |
| Moins de 90 kg poids moyens       | Christophe Van Dijck | Antonino Petricone | Dereck Nathan Gielis Dylan Van Nuffel |
| Moins de 100 kg poids mi-lourds   | Sven Christiaens     | Sebastien Claude   | Frederic Desert Sven Deduytsche       |
| Plus de 100 kg poids lourds       | Benjamin Harmegnies  | Cédric Horman      | Dirk Cauwenbergh Pedram Moradashkafti |

#### Podiums 2011
Samedi 5 novembre 2011 et dimanche 6 novembre à Renaix.
Femmes
| Épreuve                           | Médaille d'or        | Médaille d'argent | Médailles de bronze                      |
| Moins de 48 kg poids super-légers | Charline Van Snick   | Lieve Faes        | Veerle Lemmens Nathalie Brenard          |
| Moins de 52 kg poids mi-légers    | Ilse Heylen          | Myriam Martin     | Hanne Van Bossele Lotte Denoo            |
| Moins de 57 kg poids légers       | Laura Natoli         | Nica Antonis      | Lisa Leyman Anais Castiaux               |
| Moins de 63 kg poids mi-moyens    | Caro Verheirstraeten | Sandrine Billiet  | Sarah Ghysels Lola Tielemans             |
| Moins de 70 kg poids moyens       | Jennifer Arcq        | Zoe Peeters       | Roxane Taeymans Allison Hollevoet        |
| Moins de 78 kg poids mi-lourds    | Sofie De Saedelaere  | Elke Callewaert   | Evelien Timbermont Ann-Sophie Meeuwissen |
| Plus de 78 kg poids lourds        | Sabra Sassi          | Katrien Johnson   | Frédérique Maertens Karola Imbrechts     |

Hommes
| Épreuve                           | Médaille d'or        | Médaille d'argent    | Médailles de bronze                    |
| Moins de 60 kg poids super-légers | Senne Wyns           | Stijn Smessaert      | Mike Demiddele Nicolas Plomb           |
| Moins de 66 kg poids mi-légers    | Jasper Lefevere      | Kenneth Van Gansbeke | Sören Hapers Adlan Katchikaev          |
| Moins de 73 kg poids légers       | Sami Chouchi         | Kevin Haine          | Drilon Tafili Joep Cambier             |
| Moins de 81 kg poids mi-moyens    | Dirk Van Tichelt     | Jérémie Bottieau     | Nick Pieters Xavier Kuppens            |
| Moins de 90 kg poids moyens       | Dereck Nathan Gielis | Thorgal Auspert      | Frédéric Scohier Malcom Van Wayenbergh |
| Moins de 100 kg poids mi-lourds   | Elco van der Geest   | Jef De Peuter        | Ignace Hart Simon De Saedelaere        |
| Plus de 100 kg poids lourds       | Benjamin Harmegnies  | Djeguy Bathily       | Tim Pedus Raf Heylen                   |

#### Podiums 2012
Samedi 3 novembre 2012 à Herstal.
Femmes
| Épreuve                           | Médaille d'or       | Médaille d'argent     | Médailles de bronze               |
| Moins de 48 kg poids super-légers | Amélie Rosseneu     | Veerle Lemmens        | Isabelle Anciaux Karen Delanghe   |
| Moins de 52 kg poids mi-légers    | Ilse Heylen         | Rani Declerck         | Kimberley Meyvisch Aino Gansemans |
| Moins de 57 kg poids légers       | Jolien Lefevere     | Léa Van Overstraeten  | Nica Antonis Myriam Martin        |
| Moins de 63 kg poids mi-moyens    | Sandrine Billiet    | Lisa Estiévenart      | Léa Françoise Milane Kerckhove    |
| Moins de 70 kg poids moyens       | Lola Mansour        | Roxane Taeymans       | Anaïs Castiaux Christina Muller   |
| Moins de 78 kg poids mi-lourds    | Sofie De Saedelaere | Ann-Sophie Meeuwissen | Anne Dulière Anouk Van der Veen   |
| Plus de 78 kg poids lourds        | Gerty Evens         | Leen Ongena           | Sabra Sassi Katrien Johnson       |

Hommes
| Épreuve                           | Médaille d'or        | Médaille d'argent    | Médailles de bronze                 |
| Moins de 60 kg poids super-légers | Senne Wyns           | Gert Maes            | Nicolas Plomb Mike Demiddele        |
| Moins de 66 kg poids mi-légers    | Jasper Lefevere      | Kenneth Van Gansbeke | Kevin Gijs Thomas Lissens           |
| Moins de 73 kg poids légers       | Dirk Van Tichelt     | Jean-Yves Bottieau   | Ken Kennes Tom Van Herck            |
| Moins de 81 kg poids mi-moyens    | Joachim Bottieau     | Jérémie Bottieau     | Hanci Osman Robin Monteyne          |
| Moins de 90 kg poids moyens       | Nick Pieters         | Dez De Somer         | YaYa Amer Ouali Antonino Petricone  |
| Moins de 100 kg poids mi-lourds   | Dereck Nathan Gielis | Toma Nikiforov       | Frédéric Scohier Karel De Splentere |
| Plus de 100 kg poids lourds       | Benjamin Harmegnies  | Hans De Vos          | Junior Kwekam Raf Heylen            |

#### Podiums 2013
Samedi 2 novembre 2013 à Herstal.
Femmes
| Épreuve                           | Médaille d'or       | Médaille d'argent | Médailles de bronze                 |
| Moins de 48 kg poids super-légers | Amélie Rosseneu     | Anne-Sophie Jura  | Lieve Faes Nathalie Brenard         |
| Moins de 52 kg poids mi-légers    | Nica Antonis        | Sofie Michiels    | Fibe De Pauw Karen Delanghe         |
| Moins de 57 kg poids légers       | Valérie Degrijse    | Anne Fockedey     | Mathilde Hoppenreys Aino Ganssemans |
| Moins de 63 kg poids mi-moyens    | Lise Luyckfasseel   | Sandrine Billiet  | Léa Françoise Milane Kerckhove      |
| Moins de 70 kg poids moyens       | Roxane Taeymans     | Allison Hollevoet | Jennyfer Arcq Annelieke Scheelen    |
| Moins de 78 kg poids mi-lourds    | Sofie De Saedelaere | Elke Callewaert   | Anaïs Castiaux An-Sophie Meeuwissen |
| Plus de 78 kg poids lourds        | Frédérique Maertens | Gerty Evens       | Jolien Goossens Jennifer Dekeyser   |

Hommes
| Épreuve                           | Médaille d'or       | Médaille d'argent  | Médailles de bronze                      |
| Moins de 60 kg poids super-légers | Senne Wyns          | Mike Demiddele     | Valentin Chardon Gert Maes               |
| Moins de 66 kg poids mi-légers    | Jasper Lefevere     | Gourgen Aleksanyan | Sören Hapers Kenneth Van Gansbeke        |
| Moins de 73 kg poids légers       | Jean-Yves Bottieau  | Loïc Demierbe      | Tom Van Herck Ken Kennes                 |
| Moins de 81 kg poids mi-moyens    | Hanci Osman         | Jean Delonca       | Kristof Timmermans Kevin Haine           |
| Moins de 90 kg poids moyens       | Thorgal Auspert     | Nick Pieters       | Stefan De Schryver Jelle Hoste           |
| Moins de 100 kg poids mi-lourds   | Nathan Gielis       | Michiel Hoste      | Loïc Molinier Bruno Van Achter           |
| Plus de 100 kg poids lourds       | Benjamin Harmegnies | Dimitri Vandevenne | Frederick Bellens Olivier Tene Takoudjou |

#### Podiums 2014

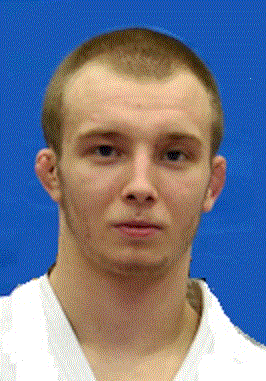
Adrien Quertinmont

Dimanche 2 novembre 2014 à Bruges.
Femmes
| Épreuve                           | Médaille d'or       | Médaille d'argent | Médailles de bronze                  |
| Moins de 48 kg poids super-légers | Anne-Sophie Jura    | Marine Baumans    | Ellen Salens Evelyne Audiens         |
| Moins de 52 kg poids mi-légers    | Evelien Cappaert    | Sofie Michiels    | Tine Boudry Myriam Blavier           |
| Moins de 57 kg poids légers       | Mina Libeer         | Myriam Martin     | Lea Van Overstraeten Lisa Verschuere |
| Moins de 63 kg poids mi-moyens    | Jolien Lefevere     | Maxine Heyns      | Liga Tera Sarah Loko                 |
| Moins de 70 kg poids moyens       | Lola Mansour        | Sophie Berger     | Leen Christiaens Allison Hollevoet   |
| Moins de 78 kg poids mi-lourds    | Elke Callewaert     | Katrien Johnson   | Charlotte Temmerman Shauni Dhaene    |
| Plus de 78 kg poids lourds        | Frédérique Maertens | Sabra Sassi       | Manuela Mula Evelien Timbermont      |

Hommes
| Épreuve                           | Médaille d'or      | Médaille d'argent  | Médailles de bronze                        |
| Moins de 60 kg poids super-légers | Adrien Quertinmont | Gert Maes          | Jorre Verstraeten Valentin Chardon         |
| Moins de 66 kg poids mi-légers    | Gourgen Aleksanyan | Senne Wyns         | Vincent Dimarca Mike Demiddele             |
| Moins de 73 kg poids légers       | Matthias Casse     | Jean-Yves Bottieau | Ken Kennes Jeremy Bonni                    |
| Moins de 81 kg poids mi-moyens    | Pieter Scheelen    | Kristof Timmermans | Gregory Dermaut Osman Hanci                |
| Moins de 90 kg poids moyens       | Joachim Bottieau   | Jean Delonca       | Karim Takrabt Jelle Hoste                  |
| Moins de 100 kg poids mi-lourds   | Nathan Gielis      | Wouter Vandyck     | Tamerlan Dunaev Sander Boelaert            |
| Plus de 100 kg poids lourds       | Hans De Vos        | Jef De Peuter      | Sebastiaan Goossens Olivier Tene Takoudjou |

#### Podiums 2015
Dimanche 7 novembre 2015 à Bruges.
Femmes
| Épreuve                           | Médaille d'or       | Médaille d'argent | Médailles de bronze                    |
| Moins de 48 kg poids super-légers | Anne-Sophie Jura    | Evelyne Audiens   | Aaike De Poorter Lieve Faes            |
| Moins de 52 kg poids mi-légers    | Sofie Michiels      | Amber Ryheul      | Nathalie Brenard Evelien Cappaert      |
| Moins de 57 kg poids légers       | Hanne Noyen         | Alicia Verhaegen  | Myriam Martin Evi Vermandere           |
| Moins de 63 kg poids mi-moyens    | Maxine Heyns        | Selina Delen      | Caroline Schreiber Milane Kerckhove    |
| Moins de 70 kg poids moyens       | Sophie Berger       | Allison Hollevoet | Stacy Hintjes Elodie Raes              |
| Moins de 78 kg poids mi-lourds    | Katrien Johnson     | Anais Castiaux    | Deborah Masy Shauni Dhaene             |
| Plus de 78 kg poids lourds        | Frédérique Maertens | Gerty Evens       | Isabeau Vanderhaeghe Celine Ceressiaux |

Hommes
| Épreuve                           | Médaille d'or       | Médaille d'argent | Médailles de bronze                        |
| Moins de 60 kg poids super-légers | Flavio Dimarca      | Naoufal Ez Zerrad | Aymeric Conet Vladislav Lim                |
| Moins de 66 kg poids mi-légers    | Gourgen Aleksanyan  | Simon Scohier     | Vincent Dimarca Jeroen Casse               |
| Moins de 73 kg poids légers       | Jean-Yves Bottieau  | Yannick Wauters   | Ken Kennes Loic Demierbe                   |
| Moins de 81 kg poids mi-moyens    | Sami Chouchi        | Osman Hanci       | Jérémie Bottieau Kristof Timmermans        |
| Moins de 90 kg poids moyens       | Joachim Bottieau    | Nick Pieters      | Robin Monteyne Thorgal Auspert             |
| Moins de 100 kg poids mi-lourds   | Nathan Gielis       | Erik Becker       | Tamerlan Dunaev Antonino Petricone         |
| Plus de 100 kg poids lourds       | Benjamin Harmegnies | Aymerick Glowacki | Wouter Detollenaere Olivier Tene Takoudjou |

#### Podiums 2016
Samedi 5 novembre 2016 à Herstal.
Femmes
| Épreuve                           | Médaille d'or       | Médaille d'argent | Médailles de bronze               |
| Moins de 48 kg poids super-légers | Loïs Petit          | Ellen Salens      | Aaike De Poorter Lieve Faes       |
| Moins de 52 kg poids mi-légers    | Amber Ryheul        | Myriam Blavier    | Nathalie Wuytack Lea Escoutay     |
| Moins de 57 kg poids légers       | Mina Libeer         | Evi Vermandere    | Marie Sadouni Eveline Delbaen     |
| Moins de 63 kg poids mi-moyens    | Lise Luyckfasseel   | Sandrine Billiet  | Malaury Steuve Selina Delen       |
| Moins de 70 kg poids moyens       | Gabriella Willems   | Maxine Heyns      | Allison Hollevoet Liga Tera       |
| Moins de 78 kg poids mi-lourds    | Sophie Berger       | Shauni Dhaene     | Laurie Van Aelst Gerty Evens      |
| Plus de 78 kg poids lourds        | Frédérique Maertens | Manuela Mula      | Femke Hespel Christelle Degueldre |

Hommes
| Épreuve                           | Médaille d'or        | Médaille d'argent  | Médailles de bronze                      |
| Moins de 60 kg poids super-légers | Flavio Dimarca       | Naoufal Ez Zerrad  | Nicolas Plomb Jorre Verstraeten          |
| Moins de 66 kg poids mi-légers    | Kenneth Van Gansbeke | Jasper Lefevere    | Simon Scohier Moubarak Boulaich          |
| Moins de 73 kg poids légers       | Charly Nys           | Denis Caro         | Loic Demierbe Jean-Yves Bottieau         |
| Moins de 81 kg poids mi-moyens    | Matthias Casse       | Jérémie Bottieau   | Pieter Scheelen David Arakelyan          |
| Moins de 90 kg poids moyens       | Mistral Janssen      | Kristof Timmermans | Jelle Hoste Dez De Somer                 |
| Moins de 100 kg poids mi-lourds   | Dylan Van Nuffel     | Robin Monteyne     | Mounir Idrissi Alami Nicolas Robberechts |
| Plus de 100 kg poids lourds       | Benjamin Harmegnies  | Quentin Taillefer  | Julien Taillefer Peter Vincent           |

#### Podiums 2017
Samedi 4 novembre 2017 à Herstal.
Femmes
| Épreuve                           | Médaille d'or     | Médaille d'argent | Médailles de bronze                      |
| Moins de 48 kg poids super-légers | Anne-Sophie Jura  | Loïs Petit        | Silke Valy Sofie Stessens                |
| Moins de 52 kg poids mi-légers    | Amber Ryheul      | Aurore Schneiders | Karolien Van den Broeck Nathalie Brenard |
| Moins de 57 kg poids légers       | Mina Libeer       | Aqsa Intizar      | Eveline Delbaen Alexiane Hubert          |
| Moins de 63 kg poids mi-moyens    | Lise Luyckfasseel | Lizzy Gevers      | Selina Delen Marie Sadouni               |
| Moins de 70 kg poids moyens       | Gabriella Willems | Lola Mansour      | Sophie Berger Liga Tera                  |
| Moins de 78 kg poids mi-lourds    | Allison Hollevoet | Deborah Masy      | Eveline Jolie Doreen Hendrikx            |
| Plus de 78 kg poids lourds        | Rania El Kilali   | Katrien Johnson   | Frédérique Maertens Christelle Degueldre |

Hommes
| Épreuve                           | Médaille d'or        | Médaille d'argent  | Médailles de bronze                     |
| Moins de 60 kg poids super-légers | Nicolas Demuylder    | Narek Sarikyan     | Naoufal Ez Zerrad Jos Bruggeman         |
| Moins de 66 kg poids mi-légers    | Kenneth Van Gansbeke | Guerino Bianchi    | Zachary Patris Sören Hapers             |
| Moins de 73 kg poids légers       | Denis Caro           | Abdul Malik Umayev | Jean-Yves Bottieau Jasper Lefevere      |
| Moins de 81 kg poids mi-moyens    | Sami Chouchi         | Osman Hanci        | Jérémie Bottieau Apti Shovlaev          |
| Moins de 90 kg poids moyens       | Mistral Janssen      | Joachim Bottieau   | Dilyan Nikiforov Malcolm Van Wayenbergh |
| Moins de 100 kg poids mi-lourds   | Toma Nikiforov       | Jelle Hoste        | Thomas Janssens Antonino Petricone      |
| Plus de 100 kg poids lourds       | Peter Vincent        | Tamerlan Dunaev    | Benjamin Harmegnies Sebastiaan Goossens |

#### Podiums 2018
Samedi 3 novembre 2018 à Anvers.
Femmes
| Épreuve                           | Médaille d'or     | Médaille d'argent | Médailles de bronze                             |
| Moins de 48 kg poids super-légers | Anne-Sophie Jura  | Loïs Petit        | Jolien Berton Silke Valy                        |
| Moins de 52 kg poids mi-légers    | Amber Ryheul      | Carla Augustin    | Clémence Dubois Karolien Van den Broeck         |
| Moins de 57 kg poids légers       | Eveline Delbaen   | Beau Ramaekers    | Alexiane Hubert Manon Lecharlier                |
| Moins de 63 kg poids mi-moyens    | Selina Delen      | Lise Luyckfasseel | Jolien Lefevere Marie Sadouni                   |
| Moins de 70 kg poids moyens       | Gabriella Willems | Demi Desender     | Liga Tera Skye Marinx                           |
| Moins de 78 kg poids mi-lourds    | Roxane Taeymans   | Allison Hollevoet | Isabelle Schrenk Vicky Verschaere               |
| Plus de 78 kg poids lourds        | Rania El Kilali   | Katrien Johnson   | Marie Despina Papadopoulos Christelle Degueldre |

Hommes
| Épreuve                           | Médaille d'or        | Médaille d'argent  | Médailles de bronze                    |
| Moins de 60 kg poids super-légers | Jorre Verstraeten    | William Hale       | Naoufal Ez Zerrad Gert Maes            |
| Moins de 66 kg poids mi-légers    | Kenneth Van Gansbeke | Yusup Adashev      | Moubarak Boulaich Dries Ponnet         |
| Moins de 73 kg poids légers       | Dirk Van Tichelt     | Jeroen Casse       | Aslanbek Kagermanov Abdul Malik Umayev |
| Moins de 81 kg poids mi-moyens    | Matthias Casse       | Sami Chouchi       | Jérémie Bottieau Osman Hanci           |
| Moins de 90 kg poids moyens       | Joachim Bottieau     | Kristof Timmermans | Shamil Makhmutov Xavier Kuppens        |
| Moins de 100 kg poids mi-lourds   | Tamerlan Dunaev      | Dylan Van Nuffel   | Jelle Hoste Antonino Petricone         |
| Plus de 100 kg poids lourds       | Edouard Capelle      | Sidy Sarr          | Yves Ndao Louis Gourdin                |

#### Podiums 2019
Samedi 2 novembre 2019 à Anvers.
Femmes
| Épreuve                           | Médaille d'or              | Médaille d'argent    | Médailles de bronze                     |
| Moins de 48 kg poids super-légers | Loïs Petit                 | Jente Verstraeten    | Céline Ramon Eline Debaere              |
| Moins de 52 kg poids mi-légers    | Ellen Salens               | Fiona Vanbiesbroeck  | Clémence Dubois Karolien Van den Broeck |
| Moins de 57 kg poids légers       | Eveline Delbaen            | Malissa Vergote      | Carla Augustin Aqsa Intizar             |
| Moins de 63 kg poids mi-moyens    | Selina Delen               | Alessia Corrao       | Elisa Jadoul Marta Ortiz Medina         |
| Moins de 70 kg poids moyens       | Melissa Loen               | Demi Desender        | Elodie Raes Léa Françoise               |
| Moins de 78 kg poids mi-lourds    | Vicky Verschaere           | Isabelle Schrenk     | Deborah Masy Eva Lallemand              |
| Plus de 78 kg poids lourds        | Marie Despina Papadopoulos | Christelle Degueldre | Anaïs Castiaux Tess Hanssen             |

Hommes
| Épreuve                           | Médaille d'or      | Médaille d'argent  | Médailles de bronze                   |
| Moins de 60 kg poids super-légers | Joran Schildermans | Julien Debruycker  | Jos Bruggeman Deny Altemirov          |
| Moins de 66 kg poids mi-légers    | Flavio Dimarca     | Moubarak Boulaich  | Muslim Adashev Zelemkhan Batchaev     |
| Moins de 73 kg poids légers       | Jeroen Casse       | Abdul Malik Umayev | Jarne Duyck Jasper Lefevere           |
| Moins de 81 kg poids mi-moyens    | Karel Foubert      | Gaston Rammant     | Neil De Laat Jitse Van Den Herrewegen |
| Moins de 90 kg poids moyens       | Jérémie Bottieau   | David Arakelyan    | Kristof Timmermans Jochen Lamsens     |
| Moins de 100 kg poids mi-lourds   | Antonino Petricone | Ziedullo Rakhimov  | Thomas Janssens Glenn Segers          |
| Plus de 100 kg poids lourds       | Yves Ndao          | Sidy Sarr          | Edouard Capelle Roy Cremers           |

### Années 2020
| Sommaire : | - Haut - Podiums 2020 - Podiums 2021 - Podiums 2022 - Podiums 2023 - Podiums 2024 |

#### Podiums 2020
Edition annulée en raison de la pandémie de Covid-19

#### Podiums 2021
Jeudi 11 novembre 2021 à Herstal.
Femmes
| Épreuve                           | Médaille d'or        | Médaille d'argent | Médailles de bronze                     |
| Moins de 48 kg poids super-légers | Jente Verstraeten    | Lotte Petré       | Laura Lechien Joana Bastos Bandeiras    |
| Moins de 52 kg poids mi-légers    | Ellen Salens         | Ellen Lodewyckx   | Svea Van Isacker Annick Van De Voorde   |
| Moins de 57 kg poids légers       | Eveline Delbaen      | Manon Lecharlier  | Aqsa Intizar Diana Akhmetova            |
| Moins de 63 kg poids mi-moyens    | Selina Delen         | Alissia Bombello  | Cosima Grumiaux Amber Simoens           |
| Moins de 70 kg poids moyens       | Maxine Heyns         | Femke De Bruyn    | Lien Meeuwssenr Lola Mansour            |
| Moins de 78 kg poids mi-lourds    | Vicky Verschaere     | Allison Hollevoet | Lola Tielemans Isabelle Schrenk         |
| Plus de 78 kg poids lourds        | Isabeau Vanderhaeghe | Deborah Masy      | Marie Despina Papadopoulos Anke Verelst |

Hommes
| Épreuve                           | Médaille d'or       | Médaille d'argent | Médailles de bronze                  |
| Moins de 60 kg poids super-légers | Emile Merdin        | Olivier Naert     | Steven Schram Khamzat Adashev        |
| Moins de 66 kg poids mi-légers    | Jasper Lefevere     | Mike Demiddele    | Deny Altemirov Robbe Demets          |
| Moins de 73 kg poids légers       | Jeroen Casse        | Dries Ponnet      | Muslim Adashev Charly Nys            |
| Moins de 81 kg poids mi-moyens    | Aslanbek Kagermanov | Remi Decorte      | Gaston Rammant Jarne Duyck           |
| Moins de 90 kg poids moyens       | Karel Foubert       | Rudy Mandiangu    | Jitse Van Den Herrewegen Osman Hanci |
| Moins de 100 kg poids mi-lourds   | Jarno Dewulf        | Antoine Caprasse  | Apti Shovlaev Kenny Versompel        |
| Plus de 100 kg poids lourds       | Toma Nikiforov      | Tamerlan Dunaev   | Sidy Sarr Edouard Capelle            |

#### Podiums 2022
Samedi 5 novembre 2022 à Tielt.
Femmes
| Épreuve                           | Médaille d'or     | Médaille d'argent | Médailles de bronze              |
| Moins de 48 kg poids super-légers | Jente Verstraeten | Lotte Vandevoort  | Victoria Sibille Erin Seynhaeve  |
| Moins de 52 kg poids mi-légers    | Amber Ryheul      | Fieke Olemans     | Ellen Salens Camille Sternon     |
| Moins de 57 kg poids légers       | Lola Fache        | Eveline Delbaen   | Nora Watson Manon Lecharlier     |
| Moins de 63 kg poids mi-moyens    | Alissia Bombello  | Orane Duquennois  | Amber Simoens Aqsa Intizar       |
| Moins de 70 kg poids moyens       | Maxine Heyns      | Marielle Bouvier  | Irina Wils Femke De Bruyn        |
| Moins de 78 kg poids mi-lourds    | Vicky Verschaere  | Isabelle Schrenk  | Allison Hollevoet Anais Castiaux |
| Plus de 78 kg poids lourds        | Daria Pogorzelec  | Gabrielle Bouvier | Shauni Dhaene Emilie Ntwa Elonga |

Hommes
| Épreuve                           | Médaille d'or            | Médaille d'argent | Médailles de bronze                  |
| Moins de 60 kg poids super-légers | Emile Merdin             | Olivier Naert     | Amirkhan Adzhamatov Nicolas Dierickx |
| Moins de 66 kg poids mi-légers    | Joran Schildermans       | Deny Altemirov    | Jasper Lefevere Ray Marinx           |
| Moins de 73 kg poids légers       | Jeroen Casse             | Muslim Adashev    | Zelemkhan Batchaev Charly Nys        |
| Moins de 81 kg poids mi-moyens    | Noah Christiaens         | Yusup Adashev     | Goran Mocci Jarne Duyck              |
| Moins de 90 kg poids moyens       | Jitse Van Den Herrewegen | Karel Foubert     | Nicolas Dejace Rudy Mandiangu        |
| Moins de 100 kg poids mi-lourds   | Glenn Segers             | Jarno Dewulf      | Fabian Vanhollebeke Apti Shovlaev    |
| Plus de 100 kg poids lourds       | Edouard Capelle          | Sidy Sarr         | Mathias Van Bulck Arthur Temmerman   |

#### Podiums 2023
Samedi 4 novembre 2023 à Tielt.
Femmes
| Épreuve                           | Médaille d'or     | Médaille d'argent  | Médailles de bronze                      |
| Moins de 48 kg poids super-légers | Lotte Petré       | Jente Verstraeten  | Victoria Sibille Viorica Kiriac          |
| Moins de 52 kg poids mi-légers    | Jana Neri         | Erin Seynhaeve     | Lola Fache Stephanie Bourlard            |
| Moins de 57 kg poids légers       | Manon Lecharlier  | Luna Verfaillie    | Camille Sternon Eveline Delbaen          |
| Moins de 63 kg poids mi-moyens    | Alessia Corrao    | Aqsa Intizar       | Lisa Verschuere Sara Ver Eecke           |
| Moins de 70 kg poids moyens       | Femke De Bruyn    | Marielle Bouvier   | Jutta Vanbrabant Loelia Crapez           |
| Moins de 78 kg poids mi-lourds    | Helena Didden     | Kelly Verbrugghe   | Anouk Van Der Veen Allison Hollevoet     |
| Plus de 78 kg poids lourds        | Gabrielle Bouvier | Emilie Ntwa Elonga | Marie Despina Papadopoulos Fran Naessens |

Hommes
| Épreuve                           | Médaille d'or       | Médaille d'argent | Médailles de bronze                      |
| Moins de 60 kg poids super-légers | Amsar Dzhamaldinov  | Olivier Naert     | Amirkhan Adzhamatov Mattias Wellens      |
| Moins de 66 kg poids mi-légers    | Robbe Demets        | Xander Simoens    | Nathan Lenaerts Mathieu Vankerkem        |
| Moins de 73 kg poids légers       | Dries Ponnet        | Yusbek Kagermanov | Mouhammad Gazaloev Yorben Delanghe       |
| Moins de 81 kg poids mi-moyens    | Aslanbek Kagermanov | Remi Decorte      | Gaston Rammant Ward Houthoofd            |
| Moins de 90 kg poids moyens       | Noah Christiaens    | Warre Denys       | Matthew Lambrechts Antoine Van Der Perre |
| Moins de 100 kg poids mi-lourds   | Jarno Dewulf        | Victor Goeman     | Noah Kempen Glenn Segers                 |
| Plus de 100 kg poids lourds       | Edouard Capelle     | Pjotr Debruyne    | Arthur Temmerman Sidy Sarr               |

#### Podiums 2024
Samedi 2 novembre 2024 à Louvain-la-Neuve.
Femmes
| Épreuve                           | Médaille d'or     | Médaille d'argent          | Médailles de bronze                      |
| Moins de 48 kg poids super-légers | Maelys Sarah Dapa | Lotte Vandevoort           | Victoria Sibille Celia Van Beneden       |
| Moins de 52 kg poids mi-légers    | Erin Seynhaeve    | Celia Elmekki              | Kenza Azzaoui Maurine Guraya Khidas      |
| Moins de 57 kg poids légers       | Manon Lecharlier  | Nora Watson                | Roos Christiaens Karolien Van Den Broeck |
| Moins de 63 kg poids mi-moyens    | Alessia Corrao    | Eveline Delbaen            | Aqsa Intizar Camille Sternon             |
| Moins de 70 kg poids moyens       | Marielle Bouvier  | Leah Rousseau              | Victoria Bolohan Louise Gheysens         |
| Moins de 78 kg poids mi-lourds    | Maxine Heyns      | Isabelle Schrenk           | Allison Hollevoet Elisa Jadoul           |
| Plus de 78 kg poids lourds        | Gabrielle Bouvier | Marie Despina Papadopoulos | Sophie Berger Emilie Ntwa Elonga         |

Hommes
| Épreuve                           | Médaille d'or            | Médaille d'argent  | Médailles de bronze                    |
| Moins de 60 kg poids super-légers | Olivier Naert            | Louny Deraedt      | Askhab Isayev Mattias Wellens          |
| Moins de 66 kg poids mi-légers    | Deny Altemirov           | Emile Merdin       | Laurens De Cabooter Amsar Dzhamaldinov |
| Moins de 73 kg poids légers       | Zelemkhan Batchaev       | Osman Dzhamaldinov | Yusbek Kagermanov Ray Marinx           |
| Moins de 81 kg poids mi-moyens    | Ward Houthoofd           | Thorgal Auspert    | Goran Mocci Gaston Rammant             |
| Moins de 90 kg poids moyens       | Noah Christiaens         | Kenzo Cremers      | Pierre Issa Buijle Neil De Laat        |
| Moins de 100 kg poids mi-lourds   | Jitse Van Den Herrewegen | Jarno Dewulf       | Maarten-Jan Aelbrecht Warre Denys      |
| Plus de 100 kg poids lourds       | Edouard Capelle          | Sidy Sarr          | Lennard Deboosere Arthur Temmerman     |